# Zhou Ning
Zhou Ning (周宁S, Zhōu NíngP; Pechino, 2 aprile 1974) è un ex calciatore cinese, di ruolo centrocampista.